# Huyện Dinajpur
Dinajpur là một huyện thuộc division Rangpur, Bangladesh. Huyện này có diện tích 3438 km², dân số năm 2002 là 2617942 người, mật độ dân số là 761 người/km².